# Propaganda v nacistični Nemčiji
Propaganda, ki jo je uporabljala nemška nacistična stranka v letih pred in med vodstvom Adolfa Hitlerja v Nemčiji (1933–1945), je bila ključni instrument za pridobivanje in ohranjanje oblasti ter za izvajanje nacistične politike. Propagandno ministrstvo je vodil minister Joseph Goebbels.
Z vzponom Adolfa Hitlerja na oblast leta 1933 se je lahko pritožil na vsa možna sredstva, pri čemer je imel poseben pomen šport in kino. To je postal temeljni element Gleichschaltung-a ali "usklajevanje" nemške družbe ter hkrati osrednji element totalitarnega značaja režima.
Učinkovitost tega zasega oblasti nad vestjo ljudi je dvoumnejša od tiste, ki jo lahko kažejo podobe, saj se dogaja distanciranje: anonimni avtor zgodbe Ženska v Berlinu prikliče razmišljanja Berlinčanov v zadnjih urah vojne, ujet v kleteh, ko je Rdeča armada vdrla v mesto, se spominjala zadnjih klicev režimskih voditeljev po radiu.